# 李爽
李爽（1978年7月14日—），中国女子曲棍球運動員，亦為中国国家女子曲棍球队成員，司職左前卫。

## 簡歷
2010年11月，李爽代表中國出戰廣州亞運會，參加曲棍球比賽，奪得金牌。